# 原田末秋
原田 末秋（はらだ すえあき、1954年11月15日 - ）はギタリスト、音楽プロデューサー、作曲家。宮崎県出身。

## 経歴
15歳の時、ザ・ベンチャーズ宮崎公演のオープニングアクトを務め、22歳の時、ラリー・カールトンの前で演奏した際、その後の類い稀な才能を評価されたギタリストとして話題を呼びプロの音楽家として活動を開始。その後、桑田佳祐、沢田研二、松田優作等、数多くのアーティストとのセッションに参加。またネイザン・イースト、マイケル・ランドウ等のロサンゼルスのスタジオ・ミュージシャンともセッションを行う。大野克夫バンドのギタリストとして活動。テレビドラマ「太陽にほえろ!」やアニメ・映画『名探偵コナン』のレコーディングにも参加している。
松田弘のソロ・アルバム『EROS』をはじめ、映画音楽・アニメ・ミュージカルなど数々の作品で作曲・編曲・プロデュースを手がける。武田鉄矢関連の映画・舞台作品にも数多く携わっている。現在では新人アーティストの育成も行っている。

## レコーディング・ツアーサポートを行ったミュージシャン
サザンオールスターズ、桑田佳祐、原由子、松田弘、大森隆志、松田優作、沢田研二、藤あや子、吉川晃司、髙橋真梨子、ZOO、BORO、武田鉄矢、海援隊、浅香唯、山根麻衣、吉沢梨絵、大沢誉志幸、原田真二、佐々木望、KUMACHI、原田知世、坂井真紀、榎本温子、大野克夫、斎藤誠、マイケル・ランドウ、沢田亜矢子、ピンク・レディー、内田裕也、小山卓治、Fayray他多数。

## 映画

### サウンドトラック
- 「メイク・アップ」 （ニューセンチュリー）
- 「リボルバー」 （にっかつ）
- 「冬物語」 （東宝）
- 「プロゴルファー織部金次郎 パートI」（東宝）
- 「プロゴルファー織部金次郎 パートII～パーでいいんだ～」 （東宝）
- 「プロゴルファー織部金次郎 パートIII～飛べバーディー～」 （東宝）
- 「プロゴルファー織部金次郎 パートIV～シャンク、シャンク、シャンク～」（東宝）
- 「プロゴルファー織部金次郎 パートV～愛しのロストボール～」（東宝）
- 「青春ばかちん料理塾」（東宝）

### レコーディング
- 「名探偵コナン」（読売テレビ、1996年 - 現在）
- 「不夜城」（東映）

## テレビドラマ・CM

### サウンドトラック
- TX系アニメ「高橋留美子劇場 人魚の森」
- TX系連続アニメ「チャンス トライアングルセッション」
- BSジャパンアニメ「人造昆虫カブトボーグ V×V」
- ケーブルテレビ連続アニメ「流星戦隊オトメット」
- TBS愛の劇場「うちはステップファミリー」
- TBS連続ドラマ「天までとどけ4」
- TBS連続ドラマ「教習所物語」
- CX系連続ドラマ「セミダブル」
- TBS特番ドラマ終戦50周年記念「二十六夜参り」
- CM「トミカプラレール」

### サウンドプロデュース・レコーディング・楽曲提供
- NTV系連続ドラマ 「太陽にほえろ!」
- CX系特番ドラマ「名古屋嫁入り物語」
- CX系連続ドラマ「結婚しない女」
- NTV系連続アニメ「名探偵コナン」
- CX系連続アニメ「ドラゴンボール」
- CX系連続アニメ「NINKU -忍空-」
- OVA「ガンスミスキャッツ」

## ミュージカル・舞台

### サウンドトラック・音楽プロデュース
- ドラベンチャー・ミュージカル ドラえもん「のび太の恐竜」
- 武田鉄矢「母に捧げるバラード」（明治座、御園座、松竹座、博多座）
- 武田鉄矢「母に捧げるラストバラード」（明治座、御園座、博多座）
- 武田鉄矢「3年B組 金八先生 ～夏休みの宿題～」（明治座、御園座、博多座）

## 外部サイト
- HARADA SUEAKI Official Website